# Hoichi
Hoichi el Desorejado (耳なし芳一 Mimi-nashi Hōichi?) es un personaje de la mitología japonesa. Su historia es bien conocida en Japón, y es conocida también en occidente gracias al libro Kwaidan de Lafcadio Hearn.

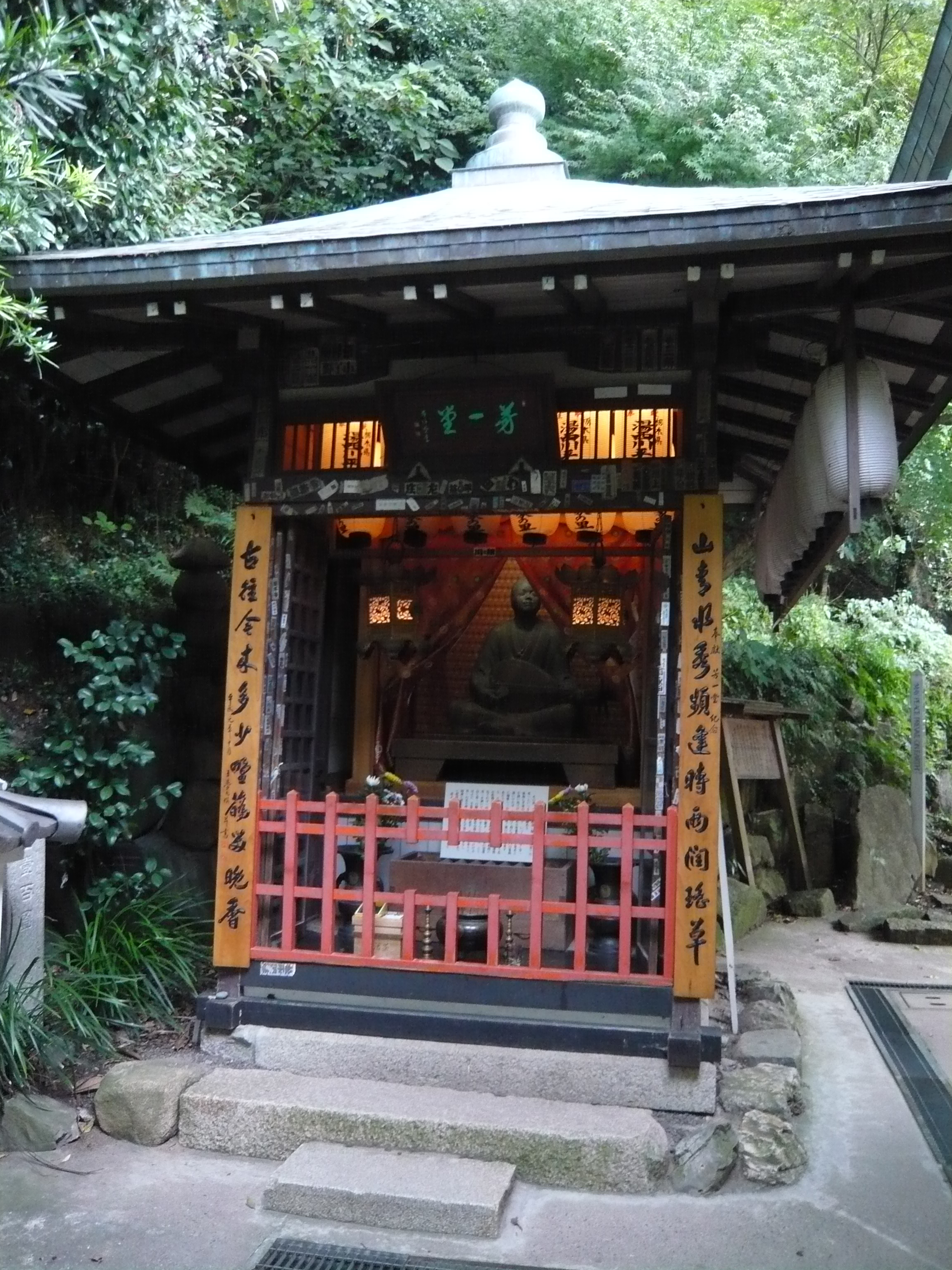
El santuario Akama.

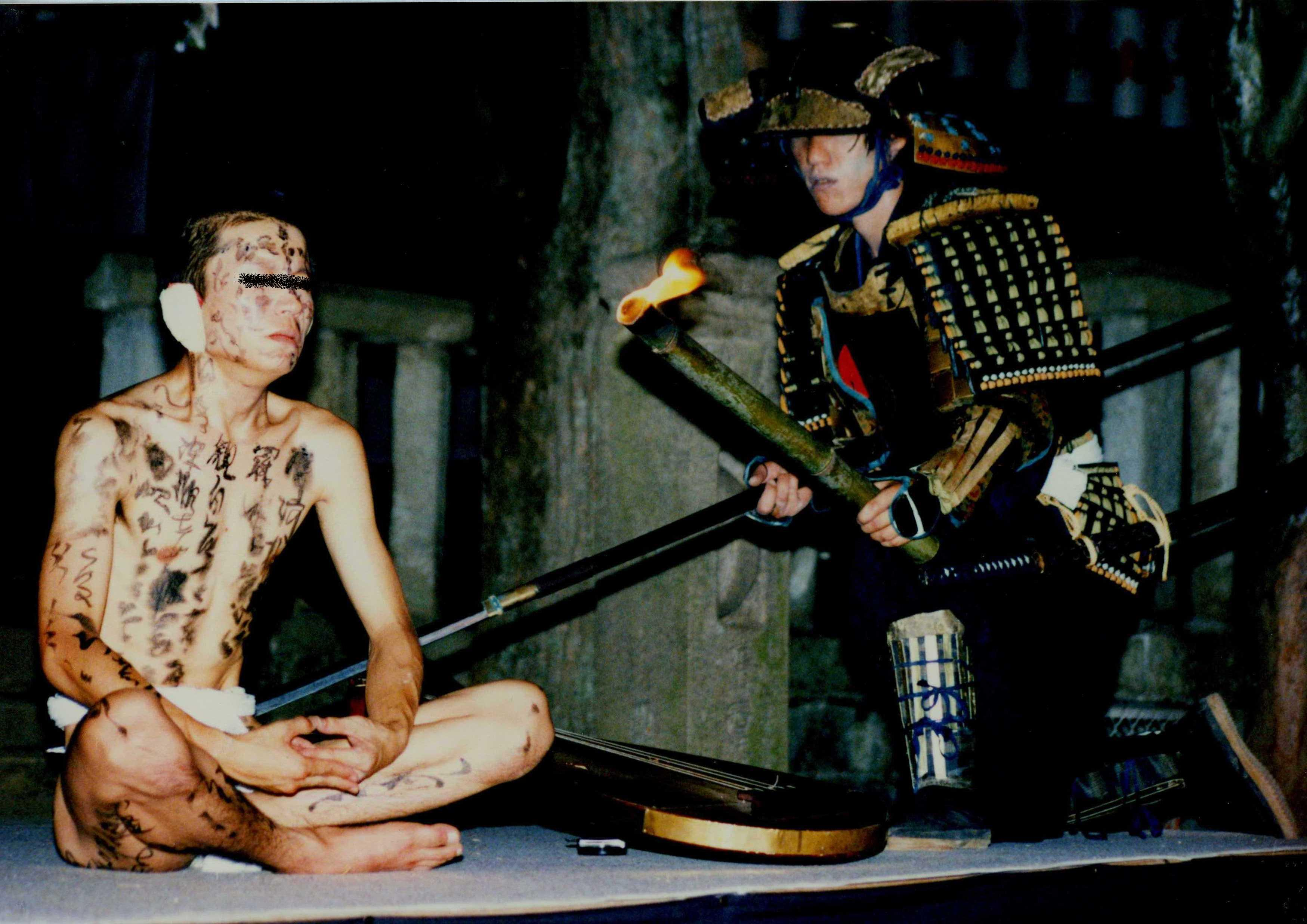
Representación teatral de la historia, donde el samurái fantasma acecha a Hoichi.

Hoichi suele ser asociado con el santuario Akama en Shimonoseki, ya que su historia tiene lugar en el templo budista Amidaji, que precedió al santuario antes de que Shintō se convirtiera en la religión estatal de Japón.

## Leyenda
De acuerdo con la leyenda, Hoichi era un músico y bardo ciego (Biwa Hōshi), el cual poseía una magistral habilidad con la biwa. Era particularmente bueno tocando la historia de Heike, un poema épico describiendo la caída del emperador Antoku, quien está enterrado en el templo Amidaji. Sus melodías eran tan maravillosas que ni kijin ni yokai podían contener las lágrimas al oírlas. A pesar de su talento, Hoichi era muy pobre y no tenía otro hogar que el hospedaje en Amidaji que un sacerdote amigo suyo le dispensaba.
Una noche, mientras tocaba la biwa en el pórtico del templo, Hoichi fue visitado por un oscuro samurái, que explicó que su señor, un rico y poderoso noble hospedado en las cercanías, había oído hablar de su destreza musical y le enviaba a buscarle para que tocase para él. El guerrero llevó al ciego Hoichi hasta lo que parecía ser una lujosa casa, lo cual extrañó al músico, que no sabía que hubiera tal mansión en la región. Ya dentro, Hoichi fue recibido con entusiasmo, y se le pidió que tocase la historia de Heike. La actuación de Hoichi fue alabada por todos los presentes, quienes se deshicieron en halagos sobre él y su música, y le invitaron a volver la siguiente tarde para continuar tocando. Antes de ser guiado de vuelta a su templo, los habitantes de la casa le advirtieron que el señor para quien había tocado estaba viajando de incógnito, y no debía hablarle a nadie de lo sucedido allí.
Durante los días siguientes, el samurái visitó a Hoichi cada noche y le llevó hasta la casa del noble para tocar. Sin embargo, en una ocasión la ausencia de Hoichi fue descubierta por su amigo, el sacerdote de Amidaji, quien comenzó a sospechar sobre el asunto, por lo que ordenó a dos de sus sirvientes seguir al músico la siguiente noche. Cuando los improvisados espías le vieron dejar el templo, aparentemente solo, hicieron como se les había mandado y siguieron con sigilo a Hoichi. Pero cuando éste llegó a su destino y comenzó a tocar, el dúo vio pasmado que Hoichi estaba interpretando su música en el medio del cementerio de Amidaji, ante la tumba del emperador Antoku, y a su alrededor, una infinidad de fuegos espectrales revoloteaban como pálidas velas en la noche oscura. Llenos de espanto, los sirvientes le tomaron y le llevaron de vuelta al templo sin tiempo que perder. Allí, todavía extrañado por la interrupción de su recital, Hoichi explicó la historia de la noche anterior al sacerdote. Éste se dio cuenta de que los personajes para los que el ciego tocaba no habían sido sino los fantasmas de los Heike, que habían embrujado a Hoichi y que se llevarían su alma tanto si acudía a las citas como si las interrumpía. Sabiendo eso, el sacerdote urdió un plan para salvar a su amigo. Pintó todo el cuerpo de Hoichi con sutras en kanji (shakyo) para protegerle, y le instruyó para permanecer silencioso e inmóvil cuando el samurái fantasma volviera a buscarle, sin hacerle caso.
Tal y como se esperaba, el espíritu llegó para buscar a Hoichi. Extrañado por no obtener respuesta al llamar, entró en la sala, pero la encontró vacía. El cuerpo de Hoichi le resultaba invisible gracias a las escrituras sagradas pintadas en su piel, que le protegían de la fantasmal mirada del samurái. Sin embargo, el sacerdote había olvidado pintar también las orejas de Hoichi, y éstas fueron la única parte de su fisonomía que el fantasma podía ver. Indeciso al ver las orejas suspendidas en el aire, y deseando cumplir con sus órdenes de traer a Hoichi a presencia de su señor, el samurái las cortó con su katana y se las llevó al noble, como prueba de que habían sido la única porción del bardo que estaba disponible.
Cuando el fantasma se hubo marchado, Hoichi seguía paralizado por el terror, a pesar de la sangre que chorreaba por sus hombros desde el lugar donde habían estado sus orejas. Cuando el sacerdote volvió, se dio cuenta consternado del error que había cometido, y curó las heridas del bardo. A pesar de la experiencia, Hoichi había sido liberado del embrujo de los fantasmas, y con el tiempo se convirtió en uno de los músicos más famosos de Japón.